# مگس‌های سازو
مگس‌های سازو (نام علمی: Anthomyzidae) نام یک تیره از فروراسته مگس‌خانگی‌ریختان است.